# Kaibil
I Kaibil o Kaibiles in spagnolo (nome derivato dalla Brigada Kaibil, la brigata cui appartengono) sono soldati di élite dell'esercito del Guatemala, addestrati per condurre operazioni speciali. I Kaibiles, insieme alle truppe regolari dell'esercito, parteciparono ai conflitti armati interni del Guatemala, che alcuni ricercatori qualificarono come guerra civile contro la guerriglia o come ufficialmente è chiamata dallo stato "terrorismo delinquenziale".
Dal 1975 ad oggi, 1250 elementi sono stati qualificati come Kaibiles, di questi circa l'85% provengono dal Guatemala. Si organizzano dei corsi della durata di 8 settimane in cui partecipano soldati provenienti da diverse nazioni tra cui: Spagna, Francia, Italia, Germania, Cile, Cina, Argentina, Perù e Messico. Due compagnie Kaibil sono a disposizione dell'ONU e hanno partecipato in missioni di pace in Liberia, Congo, Haiti, Nepal, Costa d'Avorio; nel 2008 sono morti 8 Kaibiles in combattimenti nel Congo.

## Storia
Il centro di addestramento e operazioni speciali del Guatemala fu fondato il 5 dicembre del 1974 su iniziativa dell'allora maggiore di fanteria Pablo Nuila Hub, che propose al Ministero della difesa del Guatemala la creazione di un addestramento tipo commando da essere impartito nell'esercito data le minacce dell'epoca all'interno del contesto della Guerra Fredda.
Il 5 marzo del 1975, per ordine del Ministero della difesa del Guatemala, la scuola di commando cambiò il proprio nome in quello di "Escuela Kaibil", nome assegnato in onore a Kayb'il B'alam, un leader del popolo Cultura Maya, che combatté contro i "conquistadores", prima contro Pedro de Alvarado e poi contro il fratello Gonzalo de Alvarado asserragliato nella propria città Zaculeu, la città fu attaccata più volte. Kaibil Balam con i suoi soldati riuscì a resistere per oltre 6 settimane fino a soccombere per la fame, anche se non fu mai catturato dai soldati spagnoli.
I Kaibiles sono stati distaccati nella Repubblica Democratica del Congo come parte integrante della missione di pace delle Nazioni Unite nel territorio.

## Filosofia e motto
Kaibil è un vocabolo della lingua mam che significa "quello che ha la forza e la astuzia di due tigri" e i militari hanno come motto: "Se avanzo, seguimi; se mi fermo, affrettami; se indietreggio, uccidimi". (frase ispirata da Henri de La Rochejaquelein)

## Diritti umani
Amnesty International ha registrato molteplici denunce di violazione dei diritti umani perpetrate dai Kaibiles. Alla fine del 2005 sono stati trovati legami tra almeno due ex Kaibiles, disertori nel 2001, con le bande di trafficanti di droga del Messico conosciuti come Los Zetas.